# Cicvare (Pakrac)
Pour les articles homonymes, voir Cicvare.
Cicvare est une localité de Croatie située dans la municipalité de Pakrac, comitat de Požega-Slavonie. Au recensement de 2001, elle comptait 4 habitants.